# Campeonato Brasileiro Série B 1971
In 1971 werd de eerste editie van het Campeonato Brasileiro Série B gespeeld, de op een na hoogste voetbalcompetitie in Brazilië. De competitie werd gespeeld van 12 september tot 22 december. Villa Nova werd kampioen, maar er was dit jaar nog geen systeem promotie of degradatie naar de Série A.

## Eerste fase

### Groep A
| Plaats | Club                  | Wed. | W | G | V | Saldo | Ptn. |
| ------ | --------------------- | ---- | - | - | - | ----- | ---- |
| 1.     | Ferroviário           | 6    | 4 | 1 | 1 | 12:7  | 9    |
| 2.     | Campinense            | 5    | 3 | 0 | 2 | 5:5   | 6    |
| 3.     | ABC                   | 5    | 1 | 1 | 3 | 8-10  | 3    |
| 4.     | Ferroviário do Recife | 4    | 0 | 2 | 2 | 5:8   | 2    |

|  | Geplaatst voor tweede fase |

### Groep B
| Plaats | Club      | Wed. | W | G | V | Saldo | Ptn. |
| ------ | --------- | ---- | - | - | - | ----- | ---- |
| 1.     | Itabaiana | 4    | 2 | 1 | 1 | 7:5   | 5    |
| 2.     | CRB       | 4    | 2 | 0 | 2 | 9:7   | 4    |
| 3.     | Náutico   | 4    | 1 | 1 | 2 | 5:9   | 3    |

|  | Geplaatst voor tweede fase |

### Groep C
| Plaats | Club              | Wed. | W | G | V | Saldo | Ptn. |
| ------ | ----------------- | ---- | - | - | - | ----- | ---- |
| 1.     | Flamengo          | 8    | 5 | 2 | 1 | 12:7  | 12   |
| 2.     | Sampaio Corrêa    | 8    | 5 | 1 | 2 | 16:8  | 11   |
| 3.     | Ríver             | 8    | 5 | 0 | 3 | 12:8  | 10   |
| 4.     | Guarany de Sobral | 8    | 2 | 2 | 4 | 8:12  | 6    |
| 5.     | Maranhão          | 8    | 0 | 1 | 7 | 3:16  | 1    |

|  | Geplaatst voor tweede fase |

### Groep D
| Plaats | Club        | Wed. | W | G | V | Saldo | Ptn. |
| ------ | ----------- | ---- | - | - | - | ----- | ---- |
| 1.     | Remo        | 6    | 3 | 2 | 1 | 7:1   | 8    |
| 2.     | Tuna Luso   | 6    | 2 | 4 | 0 | 5:1   | 8    |
| 3.     | Paysandu    | 6    | 1 | 3 | 2 | 3:5   | 5    |
| 4.     | Sport Belém | 6    | 1 | 1 | 4 | 2:10  | 3    |

|  | Geplaatst voor tweede fase |

### Groep E
| Plaats | Club        | Wed. | W | G | V | Saldo | Ptn. |
| ------ | ----------- | ---- | - | - | - | ----- | ---- |
| 1.     | Ponte Preta | 4    | 2 | 2 | 0 | 6:1   | 6    |
| 2.     | América     | 4    | 1 | 2 | 1 | 3:3   | 4    |
| 3.     | Londrina    | 4    | 0 | 2 | 2 | 3:8   | 2    |

|  | Geplaatst voor tweede fase |

## Tweede fase

### Groep 1
| Team #1     | Tot.  | Team #2 | 1ste wed | 2de wed |
| ----------- | ----- | ------- | -------- | ------- |
| Ponte Preta | 5 - 0 | Mixto   | 2 - 0    | 3 - 2   |

### Groep 2
| Team #1    | Tot.  | Team #2 | 1ste wed | 2de wed |
| ---------- | ----- | ------- | -------- | ------- |
| Villa Nova | 3 - 2 | Central | 2 - 2    | 1 - 0   |

### Groep 3
| Team #1 | Tot.  | Team #2    | 1ste wed | 2de wed |
| ------- | ----- | ---------- | -------- | ------- |
| Remo    | 5 - 2 | Rodoviária | 1 - 0    | 4 - 2   |

### Groep 4
| Plaats | Club        | Wed. | W | G | V | Saldo | Ptn. |
| ------ | ----------- | ---- | - | - | - | ----- | ---- |
| 1.     | Itabaiana   | 4    | 2 | 1 | 1 | 7:4   | 5    |
| 2.     | Ferroviário | 4    | 1 | 2 | 1 | 3:3   | 4    |
| 3.     | Flamengo    | 4    | 1 | 1 | 2 | 4:7   | 3    |

|  | Geplaatst voor halve finale |

## Halve finale
| Team #1    | Tot.             | Team #2     | 1ste wed | 2de wed | 3de wed |
| ---------- | ---------------- | ----------- | -------- | ------- | ------- |
| Itabaiana  | 0 - 2            | Remo        | 0 - 0    | 0 - 2   | /       |
| Villa Nova | 3 - 3 (6-5 n.p.) | Ponte Preta | 1 - 0    | 0 - 1   | 1 - 1   |

## Finale
|                              |       |       |            |  |
| 15 december Eerste wedstrijd | Remo  | 1 – 0 | Villa Nova |  |
| 15 december Eerste wedstrijd | Emani |       |            |  |

|                              |                                |       |      |  |
| 19 december Tweede wedstrijd | Villa Nova                     | 3 – 0 | Remo |  |
| 19 december Tweede wedstrijd | Dias 5' Jésum 22' Paulinho 46' |       |      |  |

|                             |                                    |       |              |  |
| 22 december Derde wedstrijd | Villa Nova                         | 2 – 1 | Remo         |  |
| 22 december Derde wedstrijd | Mário Laurenço 49' (pen) 78' (pen) |       | 9' Cabecinha |  |

1971 · 1972 · 1973-1979 · 1980 · 1981 · 1982 · 1983 · 1984 · 1985 · 1986 · 1987 · 1988 · 1989 · 1990 · 1991 · 1992 · 1993 · 1994 · 1995 · 1996 · 1997 · 1998 · 1999 · 2000 · 2001 · 2002 · 2003 · 2004 · 2005 · 2006 · 2007 · 2008 · 2009 · 2010 · 2011 · 2012 · 2013 · 2014 · 2015 · 2016 · 2017 · 2018 · 2019 · 2020 · 2021 · 2022 · 2023  · 2024